# Prix Francis-Durieux
Le prix Francis-Durieux est un prix annuel de l'Académie des sciences morales et politiques créé en 2003 par le fils de Francis Durieux pour honorer des ouvrages utiles aux praticiens du Droit.

## Lauréats
- 2003 : Marie Cornu, Isabelle de Lambertie, Pierre Sirinelli et Catherine Wallaert pour la direction du Dictionnaire comparé du droit d’auteur et du copyright.
- 2004 : Francis Messner, Pierre-Henri Prélot et Jean-Marie Woehrling pour la direction du Traité de droit français des religions.
- 2005 : Bernard Stirn et Simon Formery pour leur ouvrage Code de l’administration.
- 2006 : Jacques Béguin et Michel Menjucq pour la direction de l’ouvrage Droit du commerce international.
- 2007 : Pierre Bonnassies et Christian Scapel pour leur ouvrage Droit maritime.
- 2008 : Bernard Maligner pour son ouvrage Droit électoral.
- 2009 : Jean-Paul Pancracio pour son ouvrage Droit et institutions diplomatiques.
- 2010 : prix non attribué.
- 2011 : Geneviève Helleringer pour Entre Chiens et Loups. Dérives politiques dans la pensée allemande du XXe siècle.
- 2012 : Frédéric Pollaud-Dulian pour La propriété industrielle.
- 2013 : Rodolphe Bigot pour L’indemnisation par l’assurance de responsabilité civile professionnelle. L’exemple des professions du chiffre et du droit, thèse de doctorat soutenue à l’Université François Rabelais, Tours, 5 décembre 2012.
- 2014 : Laurent Touvet et Yves-Marie Doublet pour leur ouvrage Droit des élections.
- 2015 : Patrick Barban pour sa thèse de doctorat, soutenue à l’Université Paris Panthéon-Assas, Les entreprises de marché. Contribution à l’étude d’un modèle d’infrastructure de marché.
- 2016 : Marie Nicolas pour sa thèse de doctorat L’égalité des armes devant les juridictions pénales internationales, soutenue à l’Université Paris Panthéon-Sorbonne, le 9 décembre 2015.
- 2017 : Étienne Henry pour son ouvrage Le principe de nécessité militaire. Histoire et actualité d’une norme fondamentale du droit international humanitaire.
- 2018 : Philippe Grimaud et Olivier Villemagne pour leur ouvrage Élaborer un budget communal.
- 2019 : Nathalie Nevejans pour son ouvrage Traité de droit et d’éthique de la robotique civile.
- 2020 : Bastien Lignereux pour son ouvrage Précis de droit constitutionnel fiscal.
- 2021 : Marie-Sophie Baud pour sa thèse La manifestation de la vérité dans le procès pénal : une étude comparée entre la France et les États-Unis, soutenue le 12 décembre 2019.
- 2022 : Louis-Marie Savatier pour sa thèse en droit des affaires Les Sanctions en droit des sociétés, soutenue à l’Université Paris Panthéon-Assas en 2021.
- 2023 : Olivier Le Bot pour son ouvrage Droit de l’urbanisme.
- 2024 : Suzanne Lequette pour son ouvrage Droit du numérique.